# Fragmoplast
Fragmoplast je bačvasto tijelo koje se javlja u citokinezi biljnih stanica. Zbog čvrste celulozne stijenke kod biljnih stanica nema ubora (diobene (rascjepne) brazde) kao kod životinjskih stanica. Ovo se tijelo javlja u ekvatorskoj ravnini biljne stanice. U fragmoplastu se nalaze brojne Golgijeve vezikule koje sadrže sastojke potrebne za izgradnju stanične stijenke.
Stvara se tijekom telofaze. Sastoji se od elemenata staničnog kostura, endoplazmatskog retikuluma i Golgijevog aparata. Fragmoplast je potpora u stvaranju stanične ploče. To čini preko Golgijevog aparata koji otpušta mjehuriće (Golgijeve vezikule) koji se kreću prema sredini stanice. U tome im pomažu mikrotubuli (mikrocjevčice). Međusobnim spajanjem nastaje stanična ploča.
|  |  |

## Vanjske poveznice
- 08-Dioba stanica. Stanični ciklus  Arhivirana inačica izvorne stranice od 13. prosinca 2014. (Wayback Machine), Prehrambeno-biološki fakultet Zagreb